# 722 (číslo)
Sedm set dvacet dva je přirozené číslo. Následuje po čísle sedm set dvacet jedna a předchází číslu sedm set dvacet tři. Římskými číslicemi se zapisuje DCCXXII a řeckými číslicemi ψκβ.

## Matematika
722 je:
- Deficientní číslo
- Složené číslo
- Nešťastné číslo

## Astronomie
- (722) Frieda je planetka hlavního pásu, kterou objevil v roce 1911 Johann Palisa

## Roky
- 722
- 722 př. n. l.